# باربرا جوارشي
باربرا جوارشي (بالإيطالية: Barbara Guarischi)‏ (و. عام 1990)، دراجة إيطالية.

## سجل الفوز

### سباقات أو مراحل فاز بها
| التاريخ        | السباق                                                | المركز                  |
| -------------- | ----------------------------------------------------- | ----------------------- |
| 05 أبريل 2010  | Grand Prix de Dottignies 2010                         | العاشر في التصنيف العام |
| 11 أغسطس 2012  | 2012 European Road Cycling Championships Women U23 RR |                         |
| 13 مارس 2014   | درينتشت آخت فان ويسترفيلد 2014                        | الرابع في التصنيف العام |
| 14 مارس 2015   | روند فان درينثي كأس العالم 2015                       | العاشر في التصنيف العام |
| 19 أبريل 2015  | Ronde van Gelderland 2015                             |                         |
| 25 أبريل 2015  | Omloop van Borsele 2015                               | الرابع في التصنيف العام |
| 01 أغسطس 2015  | رايد لندن الكلاسيكي 2015                              | الفائز في التصنيف العام |
| 02 أغسطس 2015  | Tour de Bochum 2015                                   | الفائز في التصنيف العام |
| 23 أبريل 2016  | Omloop van Borsele 2016                               | الفائز في التصنيف العام |
| 25 سبتمبر 2016 | Gran Premio Bruno Beghelli Donne 2016                 | الثالث في التصنيف العام |
| 12 مارس 2017   | درينتشت آخت فان ويسترفيلد 2017                        | السابع في التصنيف العام |
| 09 أبريل 2017  | هيلثي أجينج تور 2017                                  |                         |
| 02 يونيو 2019  | سباق تورينجيا للسيدات 2019                            |                         |
| 26 يونيو 2022  | سباق الطريق للسيدات في بطولة إيطاليا 2022             |                         |
| 17 مايو 2024   | 2024 Veenendaal Veenendaal Classic (women)            |                         |

## روابط خارجية
- باربرا جوارشي على موقع الاتحاد الدولي للدراجات (الإنجليزية)
- باربرا جوارشي على موقع أرشيف الدراجات (الإنجليزية)
- باربرا جوارشي على موقع إحصائيات الدراجات الإحترافية (الإنجليزية)
- باربرا جوارشي على موقع نسبة الدراجات (الإنجليزية)
- باربرا جوارشي على موقع CycleBase (الإنجليزية)
- باربرا جوارشي على موقع CyclingDatabase.com (مؤرشف) (الإنجليزية)